# Mortal Kombat
Mortal Kombat (MK) (/ˈmɔːrtəl ˈkɑːmbæt/, от англ. Mortal Combat — «Смертельная битва») — серия видеоигр в жанре файтинг, созданная Эдом Буном и Джоном Тобиасом. Игры этой серии изначально разрабатывались Midway Games для аркадных автоматов, а впоследствии были перенесены на другие платформы. Портированием на домашние игровые консоли занималась Acclaim Entertainment. После банкротства Midway Games в 2009 году все активы перешли в собственность Warner Bros., включая права на франшизу, принадлежащие в настоящее время Warner Bros. Interactive Entertainment.
Первоначально у разработчиков была идея сделать видеоигру с участием Жана-Клода Ван Дамма, но вместо этого был создан и выпущен в 1992 году Mortal Kombat. Оригинальная игра получила продолжение в последующих играх серии и других адаптациях, в числе которых фильмы, мультфильмы, сериалы, комиксы, карточные игры, также был организован тур с костюмированным шоу. Наряду со Street Fighter, Mortal Kombat является одной из самых успешных и влиятельных франшиз среди файтингов за всю историю видеоигр.
Серия известна высоким уровнем насилия, в первую очередь, своей системой кровавых добиваний — Fatality, требующей последовательности нажатия кнопок для выполнения, которая, в частности, привела к созданию ESRB. В самом названии серии также использовали букву «K» (кей) вместо «C» (си), тем самым умышленно создавая неправильное написание слова «Combat», такое написание «Kombat» сохранилось в последующих играх серии. Ранние игры серии были особенно известны реалистичными спрайтами из оцифрованных движений живых актёров, а также частым использованием смены палитры для создания новых персонажей.

## Игровой процесс
Основная линия игр серии Mortal Kombat представляет собой файтинг с поединками один на один. Классические игры Mortal Kombat, Mortal Kombat II, Mortal Kombat 3, а также их обновления Ultimate Mortal Kombat 3 и Mortal Kombat Trilogy были выполнены в 2D. С выходом Mortal Kombat 4 серия переходит в 3D. Mortal Kombat: Deadly Alliance отказался от традиционной для MK системы боя из прошлых игр, дав взамен каждому бойцу несколько различных боевых стилей. К тому же, это был первый MK, включавший в себя режим «Konquest», который в следующих частях был развит до полноценной сюжетной приключенческой игры. Deadly Alliance стала первой игрой в серии, которая была выпущена сразу на игровых приставках, указав на упадок рынка аркадных автоматов в США. Следующая игра серии − Mortal Kombat: Deception (во Франции названа MK: Mystification, а порт для PSP — MK: Unchained) также включала в себя несколько новых игровых режимов: Puzzle Kombat, похожий на Тетрис, и Chess Kombat (подобие шахмат). 
Mortal Kombat: Armageddon завершила современную историю мира MK, включив в себя всех бойцов, которые когда-либо появлялись в серии. Также в MKA появилась новая гоночная мини-игра — Motor Kombat. Серия также включает три игры, не являющиеся файтингами: платформер Mortal Kombat Mythologies: Sub-Zero, и экшены Mortal Kombat: Special Forces и Mortal Kombat: Shaolin Monks.
Одной из игр серии является Mortal Kombat vs. DC Universe. Игра представляет собой кроссовер между вселенной Mortal Kombat и миром американских комиксов издательства DC Comics, в котором появилось несколько бойцов из вселенной DC Universe. Игра создана на движке Unreal Engine 3.
21 апреля 2011 года на консолях Xbox 360 и PlayStation 3 вышла новая игра серии, названная просто Mortal Kombat (без подзаголовков и номера), впоследствии была портирована на PC, а также PS Vita. Игра представляет собой пересказ первых трёх частей игры с изменённым сюжетом, а по геймплею похожа на классические 2D части серии. Как и Mortal Kombat vs DC Universe, Mortal Kombat использует Unreal Engine 3.
Следующей вышедшей игрой серии стала Mortal Kombat X. Игра продолжает сюжет предыдущей части. В игру добавили активные объекты из Injustice, а также вернули систему боевых стилей и бруталити. Особенностью игры является система фракций, где каждый игрок вносит свой вклад, зарабатывая очки, выполняя разные ежедневные задания в течение недели. Всего в игре 5 фракций. По окончании недели каждый участник победившей фракции получает награду.
Добивания, которые появлялись в серии, включают помимо «традиционного» Fatality:
- Friendship (с англ. — «Дружба») — предложение проигравшему противнику символа дружбы.
- Babality (с англ. — «Младенчество») — превращение проигравшего бойца в ребёнка.
- Animality (с англ. — «Озверение») — превращение в животное с последующим растерзанием оппонента.
- Brutality (с англ. — «Жестокость») — уничтожение врага при помощи длинной комбинации ударов. Начиная с Mortal Kombat X суть добивания изменилась: игрок, выполнив определённые условия, должен добить врага конкретным ударом или приёмом, который станет смертельным.
- Hara-Kiri (с англ. — «Харакири») — спецприём, позволяющий проигравшему сопернику выполнить самоубийство до того, как выигравший боец сделает ему Fatality.
- Multality (с англ. — «приближ. Серийный удар») — уничтожение врага особым видом фаталити в Mortal Kombat: Shaolin Monks.
- Heroic Brutality (с англ. — «Героическая жестокость») — аналог фаталити для супергероев вселенной DC в игре Mortal Kombat vs. DC Universe без смертельного исхода.
- Quitality (с англ. — «Выход») — выход из онлайн-поединка (начиная с Mortal Kombat X).

Babality и Friendship были созданы в качестве шутливых, «не жестоких» добиваний — своего рода «укол» в сторону американской Комиссии Конгресса по расследованию насилия в видеоиграх, которая очень жёстко критиковала серию. Многие фанаты были обеспокоены введением таких добиваний, которые, по их мнению, портили мрачный стиль игры. Стиль «откровенной жестокости» и мрачная атмосфера вернулись в Mortal Kombat только с выпуском МК4. Из-за откровенно показанных сцен жестокости MK всегда был темой для обсуждения и всегда оставался в центре дебатов о насилии в компьютерных играх. Мифология серии позаимствовала многие элементы из различных легенд и мифов разных стран, преимущественно азиатских, в частности элементы из китайской и японских религий, языков и боевых искусств.

## Смена палитр и боевая система
Mortal Kombat больше других файтингов середины 1990-х годов был знаменит перекрашиванием некоторых спрайтов персонажей, для того чтобы использовать их в качестве новых бойцов. Это наиболее ярко отразилось в случае с персонажами типа ниндзя. Многие популярные бойцы в игре были созданы при помощи такого перекрашивания. Однако, в отличие от других «перекрашенных» персонажей, типа Рю, Кена, Акумы и других, у которых были разные головы и которые из-за этого более отличались друг от друга внешне, перекрашенные персонажи MK имели разные спецприёмы, делающие каждого бойца более уникальным с точки зрения геймплея.
Перекрашенные персонажи состоят из 8 мужчин-ниндзя: Скорпион, Саб-Зиро, Рептилия, Смоук, Эрмак, Рейн, Нуб Сайбот и Хамелеон; 6 женщин-ниндзя: Китана, Милина, Джейд, Таня, Камелеон и Скарлет; и трёх кибер-ниндзя: Сектор, Сайракс и Смоук — то есть почти четверть от общего количества бойцов. Когда серия перешла в 3D, каждый ниндзя получил свой более уникальный облик.
Двумерные игры серии редко сравниваются со своими современниками в плане различия геймплея у разных персонажей. Персонажи двухмерных частей MK, за исключением секретных персонажей и неиграбельных боссов, различались только спецприёмами и добиваниями. В то время, как персонажи в других файтингах различались по скорости, дальности ударов, весу, обычным приёмам, силой приёмов, скоростью ходьбы, высотой прыжка и так далее. Само собой это привело к увеличению важности спецприёмов в геймплее, так как они были единственной уникальной особенностью персонажей. По сравнению с другими файтингами того времени, MK имеет больший набор различных спецприёмов. На этот счёт имеются два мнения: критики утверждают, что геймплей MK хуже, из-за отсутствия сложности по сравнению с другими играми того времени. Те же, кто поддерживают геймплей MK, считают, что сложность геймплея делает игру более трудной для обучения и не добавляет реальной тактической глубины. В любом случае, в играх из серии MK, вышедшие после MK4, разработчики изменили это, дав всем персонажам разные наборы обычных ударов (боевых стилей). Большая часть персонажей имеет в этих играх два рукопашных стиля боя и один — с оружием. Только бойцы типа Онаги представляют собой исключение — у них только один стиль боя. Для MKA количество боевых стилей было уменьшено до 2 на персонажа.

## Продукция
| 1992 | Mortal Kombat                       |
| 1993 | Mortal Kombat II                    |
| 1994 |                                     |
| 1995 | Mortal Kombat 3                     |
| 1995 | Ultimate Mortal Kombat 3            |
| 1996 | Mortal Kombat Trilogy               |
| 1997 | Mortal Kombat Mythologies: Sub-Zero |
| 1997 | Mortal Kombat 4                     |
| 1998 |                                     |
| 1999 | Mortal Kombat Gold                  |
| 2000 | Mortal Kombat: Special Forces       |
| 2001 | Mortal Kombat Advance               |
| 2002 | Mortal Kombat: Deadly Alliance      |
| 2003 | Mortal Kombat: Tournament Edition   |
| 2004 | Mortal Kombat: Deception            |
| 2005 | Mortal Kombat: Shaolin Monks        |
| 2006 | Mortal Kombat: Armageddon           |
| 2006 | Mortal Kombat: Unchained            |
| 2007 | Ultimate Mortal Kombat              |
| 2008 | Mortal Kombat vs. DC Universe       |
| 2009 |                                     |
| 2010 |                                     |
| 2011 | Mortal Kombat (2011)                |
| 2011 | Mortal Kombat Arcade Kollection     |
| 2012 | Mortal Kombat: Komplete Edition     |
| 2013 |                                     |
| 2014 |                                     |
| 2015 | Mortal Kombat X                     |
| 2016 | Mortal Kombat XL                    |
| 2017 |                                     |
| 2018 |                                     |
| 2019 | Mortal Kombat 11                    |
| 2020 | Mortal Kombat 11: Aftermath         |
| 2021 |                                     |
| 2022 |                                     |
| 2023 | Mortal Kombat 1                     |

#### Основные игры
Оригинальная игра Mortal Kombat была разработана и выпущена компанией Midway для аркадных автоматов в 1992 году, а затем Probe Software и Acclaim Entertainment перенесли её на домашние игровые консоли и персональные компьютеры. Сиквел Mortal Kombat II с расширенным списком персонажей и улучшенной графикой, также первоначально был выпущен для аркадных автоматов в 1993 году, а потом портирован на другие платформы компаниями Probe Entertainment, Sculptured Software и Acclaim Entertainment. В 1995 году на аркадных автоматах и игровых приставках была выпущена Mortal Kombat 3. Позднее Mortal Kombat 3 получила два обновления, которые значительно расширили количество персонажей и добавили дополнительные возможности в игре: Ultimate Mortal Kombat 3 выпущена в том же году, а Mortal Kombat Trilogy на следующий год. Очередной игрой в серии была Mortal Kombat 4, изданная для аркадных автоматов в 1997 году. С этой игрой серия переходит к 3D вместо 2D графики, которая применялась в предыдущих играх. Mortal Kombat 4 была портирована на PlayStation, Nintendo 64 и ПК, а также Game Boy Color. Обновлённая версия Mortal Kombat 4 под названием Mortal Kombat Gold была выпущена исключительно для Dreamcast в 1999 году.
Mortal Kombat: Deadly Alliance в 2002 году изначально выпускалась для игровых приставок Xbox, PlayStation 2 и GameCube. Версия игры для Game Boy Advance под названием Mortal Kombat: Tournament Edition была выпущена в 2003 году. Следующей игрой является Mortal Kombat: Deception, изданная в 2004 году на PlayStation 2, Xbox и GameCube. В 2006 году для PlayStation Portable была выпущена портативная версия под названием Mortal Kombat: Unchained, разработанная Just Games Interactive. Следующая игра Mortal Kombat: Armageddon также была выпущена в 2006 году для PlayStation 2, Xbox, а уже в 2007 году для Wii. В том же году для Nintendo DS выпущена Ultimate Mortal Kombat, представляющая собой версию Ultimate Mortal Kombat 3 1995 года для аркадных автоматов, но с дополнительными возможностями. В 2008 году для PlayStation 3 и Xbox 360 выпущен кроссовер Mortal Kombat vs. DC Universe.
Игра Mortal Kombat 2011 года перезапускает серию. Первоначально эта игра была выпущена для PlayStation 3 и Xbox 360 в 2011 году, а затем портирована на PlayStation Vita в 2012 году и ПК в 2013 году. В апреле 2015 года вышла Mortal Kombat X. Релиз игры состоялся на игровых платформах PlayStation 4, Xbox One и Microsoft Windows. Изначально осуществлялась разработка версий для PlayStation 3 и Xbox 360, но позже была отменена.
23 апреля 2019 года вышла Mortal Kombat 11. Выход состоялся на PlayStation 4, Xbox One, Nintendo Switch и Microsoft Windows. Версия для PlayStation 5 и Xbox Series X/S вышли 17 ноября 2020 года.
19 сентября 2023 года вышла Mortal Kombat 1. Выход состоялся на PlayStation 5, Xbox Series X/S, Nintendo Switch и Microsoft Windows.

#### Спин-оффы
Помимо файтингов, ещё были выпущены три приключенческих игры, которые представляют собой ответвления от основной сюжетной линии. Mortal Kombat Mythologies: Sub-Zero была выпущена в 1997 году для PlayStation и Nintendo 64. Эта игра сосредоточена на первом воплощении персонажа Саб-Зиро и ориентирована на временной шкале перед самой первой игрой Mortal Kombat. Следующей игрой является Mortal Kombat: Special Forces, которая была выпущена в 2000 году для PlayStation. Действие этой игры происходит с участием майора Джексона Бриггса в его миссии по ликвидации банды «Чёрный Дракон». Mortal Kombat: Shaolin Monks была выпущена в 2005 году для PlayStation 2 и Xbox. Игра повествует о приключениях Лю Кана и Кун Лао с альтернативной версией развития событий между первым и вторым турнирами в основной серии файтингов Mortal Kombat.

### Другие адаптации

#### Фильмы
Вселенная Mortal Kombat была представлена в двух основных кинофильмах — «Смертельная битва» (1995) и Смертельная битва 2: Истребление (1997). Оба фильма не получили высоких оценок у критиков, но несмотря на это первый фильм собрал 70 миллионов долларов в США и 125 миллионов в мировом прокате (и тем не менее, первый фильм стал своего рода эталоном по части экранизации игр). Первый фильм также послужил «трамплином» для карьер режиссёра фильма Пола Андерсона и исполнителя главной роли Робина Шу. Второй фильм был встречен критиками ещё холоднее, и, что ещё хуже, фанатами серии, собрав, в результате, только 30 миллионов долларов в США.
В 2000 году на видео вышел анимационно-игровой 42-минутный фильм «Смертельная битва: Федерация боевых искусств», который построен только на показе поединков, при минимуме сюжета. Фильм получил крайне малое распространение.
В 2021 году вышел фильм «Мортал Комбат» режиссёра Саймона Маккуойда, который стал перезапуском фильмов «Смертельная битва». 22 июня 2023 года начались съёмки сиквела «Мортал Комбат 2».

#### Телевидение
Франчайз Mortal Kombat также послужил основой для создания двух телесериалов: анимационного «Смертельная битва: Защитники Земли» (1996) и сериала «Смертельная битва: Завоевание» (1998—1999). Оба сериала продержались в эфире лишь по одному сезону, даже несмотря на популярность «Смертельная битва: Завоевание» среди фанатов.
В 1995 году на видеокассетах вышел анимационный приквел к первому фильму «Смертельная битва: Путешествие начинается».
14 сентября 1995 в Нью-Йорке началось шествие театрализованного шоу «Mortal Kombat: The Live Tour». Во время тура актёры разыгрывали сцены из истории Mortal Kombat. Побывав в около 200 городах США, шоу завершилось в 1996 году.
С 12 апреля 2011 года на сайте Machinima.com выходит веб-сериал Смертельная битва: Наследие. Сериал рассказывал о том, что происходило с персонажами Mortal Kombat до начала Поединка Смертных.

#### Сопутствующая продукция
- Было выпущено несколько книжек-комиксов по MK. Первые две шли как бонус, который можно было заказать вместе с консольными версиями игр MK и MK2. Оба были нарисованы Джоном Тобиасом и считаются каноном. В то же время издательство Malibu Comics запустило официальную линейку комиксов по вселенной MK, в которую вошли два арка по шесть комиксов в каждом («Blood & Thunder» и «Battlewave») вместе с несколькими отдельными комиксами, в том числе, посвящённым различным персонажам серии. Выпуск комиксов закончился в 1995 году.
- В 1994 году музыкальная группа «The Immortals» по мотивам первой игры записала альбом в стиле техно под названием «Mortal Kombat: The Album». Композиция «Techno Syndrome» вошла в саундтрек первого фильма и среди фанатов считается официальной музыкальной темой MK. В «Techno Syndrome» вошёл знаменитый крик: «Mortal Kombat!!!» из рекламного ролика первой части игры.
- В 1994 году фирма Hasbro выпустила серию игрушек по вселенной Mortal Kombat. Было сделано по две версии каждой фигурки: одна версия была основана на версиях персонажей из игр, другая на версиях из фильма.
- Джефф Ровин написал роман «Mortal Kombat», который был опубликован в 1995 году к релизу первого фильма.
- В 1996 году Brady Games создали карточную игру «Mortal Kombat Card Game».
- В 2011 году в свет выходит книга «Смертельная Битва. Начало конца», которая является первой частью в завершении сюжета.

## Сюжет
В начале времён существовало только два типа существ: Старшие Боги и Единая Сущность. Единая Сущность получала силы, вытягивая их из Старших Богов. Старшие Боги объявили войну Единой Сущности, чтобы спасти себя. В конце концов, Старшие Боги создали 6 орудий, названных Камидогу. Когда они использовали орудия, Единая Сущность распалась на множество частей, но сознание Сущности выжило. Камидогу оказались затеряны в 6 частях Единой Сущности. Эти части стали Реальностями, и в них начала развиваться жизнь. Всего существует 6 главных Миров: Земное Царство, Преисподняя, Внешний Мир, Мир Порядка (Сейдо), Мир Хаоса и Эдения. В каждом имеется Камидогу, содержащее эссенцию этого мира. Старшие Боги постановили, что жители одного Мира могут завоевать другой, только одержав десять побед подряд в турнире «Смертельная Битва». Позже, Камидогу было похищено Королём Драконов — Онагой — «Императором внешнего мира», который был свергнут нынешним императором внешнего мира — Шао Каном.
Долгое время во Внешнем Мире правил император Онага. Онага был первым императором Внешнего Мира, который объединил до этого разрозненные регионы в одну империю. Он начал завоёвывать другие реальности, присоединяя их к Внешнему Миру, и добавляя территории и могущества своей Империи. Секрет военных побед Онаги заключался в его непобедимой и почти неуязвимой армии. Сердце Онаги позволяло ему воскрешать мёртвых, таким образом он мог воскрешать убитых солдат снова и снова. Онага хотел жить вечно, используя последнее яйцо дракона. Его жрецы наложили заклятие, которое переместит дух Онаги в крошечного дракона и с помощью этого он получит вечную жизнь. Именно в этот момент, Шао Кан, который был советником Онаги, решил нанести удар. Онага был отравлен, и Шао Кан захватил контроль над Внешним Миром. Правда, в отличие от Онаги, Шао Кан оказался неспособен управлять Внешним Миром, как объединённой империей. Всюду происходили бунты, творился хаос и беспорядок. Как и Онага, Шао Кан решил расширить свои владения за счёт завоёванных миров. Он атаковал и завоёвывал множество маленьких миров, медленно, на протяжении тысячелетий укрепляя своё могущество. Наконец, он накопил достаточно сил, чтобы присоединить к своей империи царство по величине такое же как и Внешний Мир — Эдению. Чтобы захватить Эдению, Кан должен был победить в священном турнире, и в случае успеха он получал право объединить два мира. Несмотря на все старания лучших воинов Эдении, Кан одержал победу и Эдения была завоёвана. Законный правитель Эдении король Джеррод был убит, его королева Синдел стала женой Шао Кана, и их дочь Китана стала воспитываться Императором. Синдел не смогла вынести мысли о том, что стала женой Кана, и покончила жизнь самоубийством.
Спустя некоторое время после создания миров у бога-защитника Эдении, Аргуса и его жены-колдуньи Делии родились дети: Тэйвен и Дэйгон. Делия могла видеть пророчества, касающиеся будущего. Одно из событий, которые она увидела во время своих видений, было полное уничтожение всех миров в результате появления слишком большого числа сильных воинов. Старшие Боги потребовали предохранить вселенные от уничтожения и поручили задание Аргусу и Делии. Делия предсказала, что битва достигнет своего апогея в кратере в Эдении, среди руин. Аргус приказал построить пирамиду внутри кратера, в то время как Делия создала огненного элементаля по имени Блэйз. Блэйз содержал в себе силы достаточные, чтобы остановить воинов. Аргус желал, чтобы все воины были уничтожены, но Делия хотела менее жёсткого решения проблемы: отнять у воинов все их силы. Они решили, что отправят своих детей состязаться друг с другом, и победивший займёт место нового защитника Эдении. На пути к битве с Блэйзом каждому из братьев понадобится достать меч из одного из храмов их отца в Земном Царстве и доспехи из одного из храмов их матери, также в Земном Царстве. Один из доспехов может уничтожить всех воинов, второй — лишить их сил. По сути, это состязание будет как игра в орёл или решка между Аргусом и Делией, случайность решит, что произойдёт с воинами. Братья были вызваны во дворец в Эдении, где они попали в ловушку Аргуса и были погружены в сон. Их обоих поместили внутрь гор в Земном Царстве, а в качестве стражника к ним приставили Драконов. Тэйвена охранял Золотой Дракон — Орин, за Дэйгоном присматривал Красный Дракон — Каро. Когда Блэйз подаст сигнал, драконы должны будут разбудить своих подопечных, и состязание начнётся.
Старшие Боги наблюдали за Мирами и правили ими с несказанной мудростью, но один из Старших Богов, известный как Шиннок, поддался жадности и иллюзиям о безграничном могуществе. Он захотел получить новую реальность Земли для себя, но Старшие Боги назначили молодого бога грома Райдэна защищать Землю. Битва между Райдэном и Шинноком была жестокой и едва не уничтожила Землю, ввергнув планету в века тьмы. Райдэн узнал, что Шиннок попал в реальность, используя магический амулет. Амулет позволил ослабить границы реальности и войти в неё без проведения турнира, также он не позволил Старшим Богам вмешаться. Вынужденный выбирать между уничтожением расы Ящеров, живущих на Земле, или победой над Шинноком, Райдэн выбрал второе. Райдэн лишил Шиннока его амулета и при помощи Старших Богов скинул Шиннока в Преисподнюю. Райдэн захоронил амулет глубоко в горах Азии и создал огромный храм, назначив четырёх стражников. Эти стражники представляли элементы, из которых была создана Земля: Ветер (Фудзин), Земля, Вода и Огонь.
Шиннок будет заточён в Нижнем Мире ровно столько, сколько Амулет будет находиться на Земле.
Через несколько тысячелетий, после завоевания Эдении и многих других миров, Шао Кан наконец начал планировать захват Земного Царства. Он послал Шан Цзуна, чтобы тот захватил контроль над турниром Шаолиньских монахов и превратил его в состязание между лучшими бойцами Земли и Внешнего Мира. Рэйдэн направил лучших бойцов Земли в Общество Белого Лотоса: организацию созданную, чтобы каждые 50 лет воспитывать нового чемпиона для турнира. Великий Кун Лао был одним из таких воинов. Он победил Шан Цзуна и стал Великим Чемпионом. Лао продержал этот титул только в течение одного поколения и был убит новым союзником Цзуна — принцем и наследником из расы Шокан по имени Горо. Горо одержал победу в последующих 9 турнирах, таким образом максимально приблизив Внешний Мир к захвату Земного Царства.
За два года до событий следующего Поединка Смертных Куан Чи нанял Саб-Зиро Старшего, чтобы помочь ему достать древний амулет. Во время кражи карты из Шаолиньского монастыря, на которой была изображена дорога к храму, в котором хранился амулет, Саб-Зиро убил ниндзя по имени Ханзо Хасаши из клана Ширай Рю, человека, в будущем более известного, как Скорпион. После кражи карты Саб-Зиро предпринял отчаянное путешествие через Земное Царство, победил богов Ветра, Земли, Воды и Огня, и в конце концов добыл амулет, который у него тут же забрал Куан Чи. После этого к Саб-Зиро явился Рэйдэн и открыл ему тайну амулета. Неохотно Саб-Зиро согласился отправиться в Преисподнюю и вернуть амулет. Миссия Саб-Зиро закончилась успехом, и амулет был возвращён Рэйдэну. Чего не знали ни воин Лин Куэй, ни бог грома, так это того, что Куан Чи подменил амулет на подделку, которую и украл Саб-Зиро у Шиннока. Настоящий амулет остался у Куан Чи, который ждал своего часа, чтобы нанести удар. Два года спустя Земля послала своих лучших воинов, чтобы выиграть десятый турнир и сохранить свободу Земного Царства. Среди воинов были Лю Кан, Соня Блэйд и Джонни Кейдж. С помощью Рэйдэна воины Земного Царства одержали победу, и Лю Кан стал новым чемпионом турнира. Скорпион снова сразился с Саб-Зиро и на сей раз вышел победителем, отомстив за свою гибель и гибель своей семьи. Разъярённый поражением Шан Цзуна, Шао Кан приказал ордам Таркатанов атаковать академию Ву Ши, в которой воспитывался Лю Кан. Таркатаны перебили большую часть друзей Лю Кана и разозлили его настолько, что тот последовал за воинами Кана во Внешний Мир. В своём путешествии он оказался не один, к нему присоединились: Кун Лао (потомок Великого Кун Лао), Джонни Кейдж и майор Джэксон Бриггс (Джакс), который отправился в путешествие, чтобы найти во Внешнем Мире Соню Блэйд. И хотя они знали, что направляются в ловушку, им удалось расстроить планы Шао Кана и спасти Соню из плена. Шао Кан ответил на это поражение, воскресив королеву Синдел на Земле, что позволило ему открыть портал в Земное Царство (якобы, для возвращения своей королевы в Эдению) и начать вторжение на Землю, вопреки правилам, установленным Старшими Богами. Воины Земли снова собрались вместе, и снова смогли победить Шао Кана, покончив с его угрозой и сильно ослабив позиции императора во Внешнем Мире. Кан был ранен, но что было ещё хуже для него, Эдения снова стала свободным миром.
Во время своего пребывания в Нижнем Мире Шиннок сплотил вокруг себя целую армию союзников, готовую отомстить за поражение своего лидера от рук Райдэна. С помощью замаскированных союзников в Земном Царстве и Внешнем Мире (Нуб Сайбота и Тани) Шиннок сбежал в недавно освобождённую Эдению и смог вернуться на небеса. Он похитил королеву Синдел и принцессу Китану во время захвата Эдении. Затем, будучи на Небесах, Шиннок нанёс настолько большой урон насколько смог, разрушив всё, что можно, а также убив нескольких Старших Богов и богов рангом ниже. Фуджин и Райдэн смогли сбежать на Землю, где они собрали группу бойцов, для участия в ещё одной битве за существование миров. После длинной и тяжёлой битвы Лю Кан смог победить Шиннока, снова став чемпионом Поединка Смертных. Шиннок опять был сослан в Нижний Мир. Также в этом мире оказался и его ближайший союзник — колдун Куан Чи, который попал сюда вместе со Скорпионом, после того, как Скорпион наконец узнал, что настоящим убийцей его семьи и клана был не Саб-Зиро старший, а Куан Чи.
После долгого пребывания в Нижнем Мире Куан Чи смог сбежать через секретный портал, после чего он заключил союз с Шан Цзуном, предложив тому вместе править миром. Куан Чи создал огромный вихрь из душ (Солнадо) во дворце Шан Цзуна, с условием, что тот будет использовать часть душ для оживления солдат мумифицированной армии Короля Драконов. Вместе они атаковали Шао Кана, убив императора. Позже выяснилось, что они убили магического клона Кана, а сам правитель Внешнего Мира сбежал из дворца. Затем Смертельный Альянс прибыл на Землю, где Цзун при помощи Куан Чи убил Лю Кана, забрав душу чемпиона Поединка Смертных. Райдэн снова собрал команду земных воинов для сражения с колдунами. Также в событиях участвовали вампирша Нитара, которая искала способ отделить свой мир от Внешнего Мира, и Ли Мэй, чья деревня была порабощена войсками Смертельного Альянса под предводительством Кано, Сайракса, чью человеческую сущность восстановили Соня и Джакс, и Кэнси, воин-мечник, ослеплённый по вине Шан Цзуна. Но Земные воины не смогли остановить колдунов и были убиты таркатанами.
Преданный Шао Каном убитый Король Драконов начал тайно проводить в жизнь свой план по возвращению себе физического тела. Создав себе аватар на Земле, Онага явился перед молодым и талантливым воином Сюдзинко. Назвав себя посланником Старших Богов по имени Дамаши, Король Драконов поручил Сюдзинко собрать шесть орудий Старших Богов — Камидогу из различных миров — и поместить их на алтарь в Нексусе (Ядре) — специальном месте, созданном для удобства перемещения Чемпиона Старших Богов. Как только последнее Камидогу оказалось на алтаре, последнее драконье яйцо раскололось и дух Онаги переместился в тело Рептилии сделав его тело своим. Онага затем забрал Камидогу из Нексуса, сказав Сюдзинко, что для их использования недостаёт «ключа», который может активировать силу орудий Старших Богов и дать их владельцу абсолютную власть. Между тем, Райдэн решил сразиться со Смертельным Альянсом в одиночку. Несмотря на все свои усилия Райдэн не смог одолеть мощь двух колдунов и был повержен. Шан Цзун и Куан Чи после победы над Райдэном начали сражаться друг с другом за контроль над амулетом. В схватке победил Куан Чи, но его триумф был недолгим. Во дворце появился Король Драконов. Куан Чи, вместе с Шан Цзуном и Райдэном попытались остановить Онагу, но всё было бесполезно. Когда Райдэн понял, что даже их совместных усилий недостаточно, он высвободил свою божественную сущность взорвав себя и весь дворец Цзуна. К сожалению акт самопожертвования Райдэна оказался напрасным — взрыв никак не повлиял на Короля Драконов и тот смог забрать амулет Шиннока себе. Онага продолжил своё дело по объединению всех миров в одну империю. По всей видимости Онагой манипулировала Единая Сущность. Сюдзинко, чувствуя на себе бремя ответственности за воскрешение монстра, решил исправить свою ошибку и собрать вокруг себя всех лучших воинов Земли и Внешнего Мира для того, чтобы сразиться с Королём Драконов. В то же время Скорпион был избран Чемпионом Старших Богов с целью остановить Онагу. В результате Сюдзинко смог победить Короля Драконов и уничтожить Камидогу при помощи своих союзников, а Найтвулф, прибыв в Преисподнюю, привязал душу Онаги к этому проклятому месту и таким образом покончил с его существованием во Внешнем Мире, попутно освободив Рептилию из-под его контроля.
Во время событий, связанных с возвращением Короля Драконов, пророчество Делии о конце света начало сбываться. Дэйгон был ошибочно разбужен драконом Каро, который принял потерю связи с Блэйзом за сигнал к пробуждению Дэйгона и началу состязания. Дэйгону удалось узнать, в чём была суть состязания, и он стал просто одержим идеей захватить эту богоподобную мощь в свои руки. Он создал организацию Красный Дракон (названную так в честь дракона, который его разбудил) и поработил Каро для того, чтобы использовать его возможности по открытию порталов для нужд своей организации. Основной задачей Красного Дракона было обнаружить местонахождение Блэйза и убийство Тэйвена. Когда Тэйвен наконец был разбужен во время возвращения Онаги, он обнаружил, что его постоянно пытаются убить посланники Красного Дракона. Тэйвену удалось попасть во дворец своего отца, где он должен был обнаружить меч, но ему удалось лишь выяснить, что меч был украден. В храме своей матери, который превратился в штаб Лин Куэй, Тэйвен смог найти доспехи, оставленные его матерью. В это же время Куан Чи объединил всех самых могущественных Лордов Тьмы, включая Шао Кана, Шан Цзуна и Онагу, чтобы не дать силам Света получить силу, заключенную в Блэйзе. Битва началась в кратере, посреди Эденийских руин, как и предсказывала Делия. Когда Тэйвен наконец пришёл в руины, он столкнулся с Блэйзом, который рассказал ему о настоящей цели его путешествия: уничтожить воинов Поединка Смертных или отнять у них силы. Дэйгон также открыл правду о том, что он убил их родителей тем самым мечом, которым он собирался убить Блэйза (именно Дэйгон украл меч Тэйвена). Однако, если пройти аркадный режим за Дэйгона, то в его концовке говорится о том, что их родители не были убиты, а их «гибель» была испытанием, которое Дэйгон не прошёл. Тэйвен и Дэйгон сразились друг с другом. Тэйвен выиграл битву, забрал свой меч и отправился на пирамиду Аргуса, которая поднялась из-под земли после столкновения воинов в кратере. Воины начали пытаться забраться на верх пирамиды, чтобы сразиться с Блэйзом.
Убивает Блэйза Шао Кан, который и получает божественную силу. Тем временем, все воины, участвовавшие в битве, были убиты. Остались только Райдэн и Шао Кан. Император побеждает Райдэна — он швыряет его в сторону, и у Райдэна разбивается медальон. Райдэн успевает собрать осколки амулета и заложить в них заклинание, в то время как Шао Кан доставал молот, чтобы нанести финальный удар. Кан ставит Райдэна на колени и замахивается молотом, но Райдэн, завершив заклинание, посылает сообщение самому себе в прошлое: «Он должен победить!», прежде, чем молот Императора опускается на него.
После смерти Райдэна, Шао Кан соединил все царства с Внешним Миром. Но его окончательный триумф скоро стал его падением. Оставшись без целей для завоевания, Шао Кан довел себя до безумия.
Сообщение успешно дошло до Райдэна в то время, когда начинался первый турнир. Получив его, Райдэн оказывается в недоумении, потому что на медальоне появилась трещина. После этого вся сюжетная линия от начала первого турнира идет по совершенно иному пути. Перед Райдэном предстают видения, по которым он узнаёт, что произойдёт в будущем, и пытается изменить его.
Райдэн и Лю Кан вначале были единственными бойцами, участвовавшими ради спасения Земного Царства, остальные преследовали свои цели. Скорпион хотел отомстить Саб-Зиро за смерть его семьи и клана, Соня Блейд хотела спасти Джакса, которого захватил Шан Цзун, Джонни Кейдж хотел всем доказать, что он сам проделывает все трюки в его фильмах, а не его каскадёры. Соня отправляется на поиски Джакса, но её чуть не убил Кано, однако Джонни Кейдж спасает Соню. Соня находит Джакса в темнице Шан Цзуна, но Цзун пытался убить Соню, но Рэйден остановил Цзуна. Но всё же после того как Кейдж побеждает в турнире Рептилию и Бараку, а Соня спасает Джакса, Райдэн объясняет Соне, Джаксу и Кейджу для чего создан этот турнир и почему они обязаны победить. Позже к ним присоединяется Найтвулф. На следующий день турнир продолжается и появляется Скорпион, требуя от Шан Цзуна битвы с Саб-Зиро. В тот же момент у Райдэна появляется видение что Кун Лао, одетый в одного из слуг Шан Цзуна пробрался на турнир. Райдэн находит Лао и уговаривает его вернуться в храм монахов, так как монахи выбрали Лю Кана как кандидата в турнире. Но Лао говорит Райдэну, что он ровня Лю Кану и вызывает на бой Скорпиона. Скорпион принимает вызов и побеждает Лао. Следующее видение Рэйдена о том, как Скорпион побеждает Саб-Зиро, и его душа в Нижнем Мире превращается в демоническую версию самой себя с новым именем Нуб Сайбот. Райдэн пытается не допустить этого и уговаривает Скорпиона не убивать Саб-Зиро, взамен Райдэн попросит у Старших Богов оживить его семью и клан. Кроме Саб-Зиро на турнире присутствуют ещё два бойца из клана Лин Куэй: Сектор и Сайракс. Всех троих нанял Шан Цзун для личной охраны. Позже, наконец, Скорпион сражается с Саб-Зиро и побеждает последнего. Скорпион не стал убивать Саб-Зиро, но тут появляется Куан Чи и призывает убить Саб-Зиро. Скорпион отказывается. Однако Куан Чи на этом не остановился и показал Скорпиону видение как Лин Куэй и Саб-Зиро убивают клан и семью Скорпиона. Хотя на самом деле это не правда. Семью и клан Скорпиона уничтожил сам Куан Чи в награду Саб-Зиро за выполненное задание. После увиденного Скорпион не сдерживается и убивает Саб-Зиро, сам Саб-Зиро успевает только сказать, что это не он, но Скорпион его уже не слушает. После этого Райдэн пытается уговорить Сайракса встать на их сторону. Сам же Сайракс хоть и предан своему клану, но против того, что лучших бойцов превращают в киборгов. Райдэн объяснил, что если Шан Цзун победит в этом турнире, то Земному Царству конец так же, как и клану Лин Куэй. Сайракс согласился встать на сторону Рэйдена. Шан Цзун узнал, что Сайракс перешёл на сторону Райдэна и решил избавиться от него, отправив Шиву и Бараку покончить с Сайраксом, однако он их одолел. Позже после разговора Сектора с Шан Цзуном, Сайраксу дали ещё один шанс искупить предательство. Он должен был победить и убить Кейджа в следующем поединке, но тот пощадил Джонни. После Сектор окончательно понял, что Сайракс теперь на стороне Райдэна и попытался отправить его на кибернетизацию. Но Сайракс победил Сектора и покинул турнир, так и не решив на чью сторону встать. Дальнейшая судьба Сектора неизвестна, возможно, что он покинул турнир. Тем же вечером Шан Цзун представляет нового бойца турнира Эрмака. Лю Кан — единственный из Земного Царства, кто не проиграл ещё ни одного поединка, поэтому он единственная надежда на спасение Земли. Следующий поединок Эрмак против Лю Кана. Лю Кан побеждает. Шан Цзун поручает Китане убить Лю, так как он представляет опасность. Китана проигрывает, а сам Лю не убивает её и говорит, что не против встретится с ней ещё раз, но уже в другой обстановке. В следующем бою Лю Кан побеждает Куан Чи и Скорпиона. Шан Цзун объявляет, что следующий бой предстоит с чемпионом девяти турниров подряд, то есть с принцем Шоканов Горо. Однако и Горо не смог остановить Лю Кана, и для победы Лю остался один бой. Шан Цзун вызывает Лю Кана на поединок за титул чемпиона Поединка Смертных. Лю Кан побеждает. Все бойцы Нижнего Мира возвращаются к Шао Кану, а Лю Кан получает титул нового чемпиона Поединка Смертных. Однако амулет Райдэна продолжает разрушаться.
Шао Кан решает убить Цзуна за провал на турнире, но маг предлагает новый план — устроить второй турнир уже во Внешнем Мире. Кан дарует Цзуну молодость, и тот атакует шаолиньский монастырь вместе с армией таркатанов — расы Бараки. Не видя другого выхода, Райдэн и воины Земли принимают бой. Но и здесь всё идёт не так гладко. Воины Внешнего Мира пытаются покончить с Земными воинами вне турнира, что им отчасти удаётся. Ряды борцов Земли ослаблены, но турнир ещё не окончен. Райдэн же всё размышляет над словами «Он должен победить!», не зная, о ком они. Он решает выставить на последний бой Кун Лао, но после победы над Кинтаро, празднующий Лао гибнет от рук Императора. Лю Кан решает отомстить за своего друга и сражается с Шао Каном. Нанеся смертельный удар, Лю Кан побеждает в новом турнире. Но амулет Райдэна продолжает трескаться.
Тем временем выясняется, что Кан не убит. Он окончательно усомнился в лояльности Цзуна, чем пользуется Куан Чи. Он предлагает Императору воскресить его давно погибшую королеву Синдел на Земле, благодаря чему миры начинают сливаться. Таким образом, души погибающих борцов-защитников Земли попадают в руки Шао Кана. Райдэн вновь собирает обновлённый отряд бойцов для противостояния захватчикам. Воинам удаётся ослабить силы Внешнего Мира и остановить поглощение душ. Однако в склепе, бывшем их основной базой, на них нападают многочисленные киборги Лин Куэй. За небольшое время до этого Райдэн и Лю Кан отправляются к Старшим Богам за советом, но не получают его. К их возвращению все воины Земли уже избиты или убиты Синдел, усиленной душой Шан Цзуна. Саму же Синдел убивает ценой своей жизни Найтвулф.
Лю Кан, Соня и Джонни Кейдж, выжившие при атаке, отправляются на бой с Шао Каном. Райдэн решается на отчаянный шаг: попросить помощи у Куан Чи и отправляется в его логово. Маг натравливает на Райдэна призраков воинов Земли, убитых во время боя с Синдел, чьи души находятся в распоряжении колдуна. Победив их, Райдэн получает ответ: высказывание «Он должен победить!» относится к Шао Кану, так как только когда Кан будет близок к победе, Боги остановят его за нарушение своих законов о честной «турнирной» войне между мирами.
Райдэн добирается до портала на крыше одного из зданий, где Кан проходит процесс перехода в наш мир. Лю Кан уже не верит Райдэну и хочет сам победить Императора. Райдэн вынужден оказать ему сопротивление. Во время битвы Лю Кан использует огненный кулак против молнии Райдэна, что убивает его. В это время прибывает Император. Соня и Джонни пытаются оказать ему сопротивление, но тот просто раскидывает и так измученных бойцов. Повторяется сцена из начала игры, где Кан избивает Райдэна и готовится произвести fatality. Но, как только Император заносит молот для удара, Старшие Боги дают Райдэну силы для победы над нарушителем правил Поединка Смертных. Райдэн сражается с Императором и побеждает. Используя силы Старших Богов, Райдэн окончательно изгоняет его из нашего мира. Райдэн, Соня Блейд и Джонни Кейдж телепортируются в безопасное место вместе с телом Лю Кана. В этот момент появляется Куан Чи, поднимающий шлем Кана и общающийся с находящимся в заточении падшим богом Шинноком. Выясняется, что события первых трёх турниров отчасти были планами колдуна и падшего бога по захвату миров. Шиннок говорит, что уже набирается силы, чтобы избавиться от заточения и сокрушить и Земное Царство, и Внешний Мир.
В начале игры Джонни Кейдж рассказывает молодому поколению о Войне Богов, поражении Шиннока в ней и дальнейшем заточении в Нижнем Мире (Преисподней). Шиннок сверг правителя Люцифера и сам стал править Нижним Миром. Он веками вынашивал план мести Старшим Богам. События 9-й части: изменение хода событий, уничтожение Шао Кана за нарушение правил Турнира и гибель почти всех защитников Земли, впоследствии, оживлённых некромантом Куан Чи — всё это было частью его плана по ослаблению и захвату Внешнего Мира и Земного Царства.
Сюжет начинается с атаки демонов Нижнего Мира и нежити, поднятой Братством Тени, на Землю, чудом пережившую вторжение Шао Кана. Кейдж, оставивший профессию актёра и служащий в Спецназе полевым агентом, вместе со слепым самураем-телепатом Кенши, майором Соней Блейд и группой оперативников летят к порталу, ведущему к Храму Рейдена, где находится Джинсей — сущность Жизни и источник силы Земли. Они подвергаются атаке Скорпиона и Призрака (Саб-Зиро), ставшим обратно человеком из-за магии Куан Чи. Бойцы спецназа погибают от рук ниндзя, а вертолёты падают, но герои добираются до портала и переносятся к Храму, где Рейден и его соратник Фуджин с трудом сдерживают натиск низложенного Старшего Бога Шиннока и некроманта Куан Чи, а также демонов и бывших Защитников Земли (Страйкера, Кабала и Синдел) воскрешенных в виде зомби, но все таки Шиннок добирается до Джинсея и пытается заключить Рейдена и Фуджина в свой амулет, но в это время Джонни Кейдж толкает Шиннока и начинается схватка: Шиннок атакует Кенши, Рейден использует молнию и атакует Шиннока, а он вслед насылает обратно молнию Рейдена на Фуджина в это время Соня Блейд стреляет из автомата прямо в Шиннока, но Шиннок создает магический щит вслед за этим Джонни Кейдж и Соня Блейд атакуют Шиннока, но все это бесполезно Соня Блейд падает и Шиннок чтобы убить Соню Блейд выпускает из рук фиолетовые молнии Джонни Кейдж увидев это прикрывает Соню Блейд, но это не убивает Джонни Кейджа — неким образом его окутывает зелёный поток. После этого между Кейджем и Шинноком начинается схватка и его выигрывает первый. Воспользовавшись этим Рейден заключает Шиннока в амулет.
Основная угроза устранена, но Куан Чи ещё на свободе. Поэтому Рейден заключает с Коталь Каном, новым правителем Внешнего Мира, «Пакт Рейко» (договор о нейтралитете) и ведёт войну с Преисподней и повстанцами Милины.
Кейдж заканчивает свой рассказ и поручает молодым оперативникам Кэсси Кейдж (своей дочери от Сони), Джеки Бриггс (дочери Джакса), Кун Джину (кузену Кун Лао) и Такэде Такахаси (сыну Кэнси) найти клан Лин Куэй и их лидера Саб-Зиро и убедиться в их лояльности Земному Царству, однако задание оказывается проверкой отряда на слаженность.
В это время Коталь Кан, правитель Внешнего Мира пытается подавить мятеж и поймать Милину, наследницу Шао Кана и принцессу Внешнего Мира, свергнутую Коталем. Земляне прибывают во Внешний Мир и требуют аудиенции у императора, однако сам Коталь обращает на землян своё внимание лишь после небольшой стычки с его свитой. Кэсси Кейдж и Ди’Вора, посол расы Кайтиннов (антропоморфных насекомых) ловят и доставляют Милину к Коталь Кану. По решению Императора Милину казнила Ди’Вора, что является знаком подавления восстания. Амулет Шиннока, похищенный у Рейдена Милиной, должен был передаться Коталь Кану, но Ди’Вора оказалась шпионом Куан Чи и похитила амулет, подставив землян. Император винит в краже амулета молодых оперативников, а их скорый побег лишь провоцирует императора атаковать Земное Царство.
Сюжет разбавляется флэшбеками о некоторых событиях, происходивших в течение 25 лет между свержением Шао Кана и основными событиями игры: таких как свержение Милины, провозгласившей себя новой императрицей Внешнего Мира, её советником Коталем; смерть Бараки и присоединение Ди’Воры, Рептилии и Эрмака к новому императору. Проникновение юного Кун Джина в качестве вора в храм Рейдена за семейной реликвией и дальнейший разговор с богом, подтолкнувший его к поступлению в академию Ву Ши. Освобождение душ Саб-Зиро, Скорпиона и Джакса из-под влияния Куан Чи. Встреча отца и сына, Кенши и Такеды, инициатором которой стал Ханзо Хасаши, вновь ставший человеком.
По просьбе генерала Сони Блейд, Джакс соглашается поймать Куан Чи, так как лучше всех освобожденных от посмертного рабства знает этого некроманта. Он в составе отряда Спецназа проникает в Преисподнюю, атакует подручных Куан Чи и захватывает колдуна в плен. Кано, ныне наёмник, проникает в лагерь беженцев на Земле и пытается выручить некроманта, но Соня вычисляет своего кровного врага и, избив его, берёт под стражу.
Мастер Хасаши, получив от Саб-Зиро доказательства причастности Куан Чи к войне между их кланами (Ширай Рю и Лин Куэй), приходит в Лагерь Беженцев и требует у Сони Блейд выдачи колдуна. Она отказывается, и Хасаши приходится силой вытаскивать некроманта, пока его клан обезоруживает военных на базе. Ди’Вора прибывает к Куан Чи с амулетом, и в последний момент, перед смертью, колдун успевает с помощью заклинания освободить Шиннока из амулета, после чего позволяет Скорпиону убить себя. Шиннок калечит землян и забирает Джонни Кейджа с собой к Джинсей.
Рейден, прибывший в храм для восстановления, встречает наставника Бо Рай Чо. Одолев громовержца, падший бог отравляет Джинсей. Команда молодых оперативников сбегает из плена на Землю, но их настигает армия Коталь Кана. Император отказывается от «Пакта Рейко» и вторгается на Землю, но, видя порчу Шиннока в небесах, решает убить беглецов, дабы смягчить гнев Шиннока и подготовить своё царство к нападению Ада. Им мешает клан Лин Куэй и великий мастер Саб-Зиро. Кэсси и команда проникают в храм. Пока Джекки, Такеда и Кун Джин сражаются с бывшими Защитниками Земли, Кэсси одерживает верх над Демоническим Шинноком. Рейден очищает Джинсей, забирая отраву в себя.
Испорченный демонической энергией падшего Бога, Рейден меняет свои приоритеты. Теперь он не будет только защищать Землю — он намерен уничтожить любого, кто представляет угрозу для Земного Царства, о чём и сообщает Лю Кану и Китане, ставшими новыми правителями Преисподней. Он бросает им отрубленную, но ещё живую голову Шиннока, после чего покидает Преисподнюю.

## Персонажи

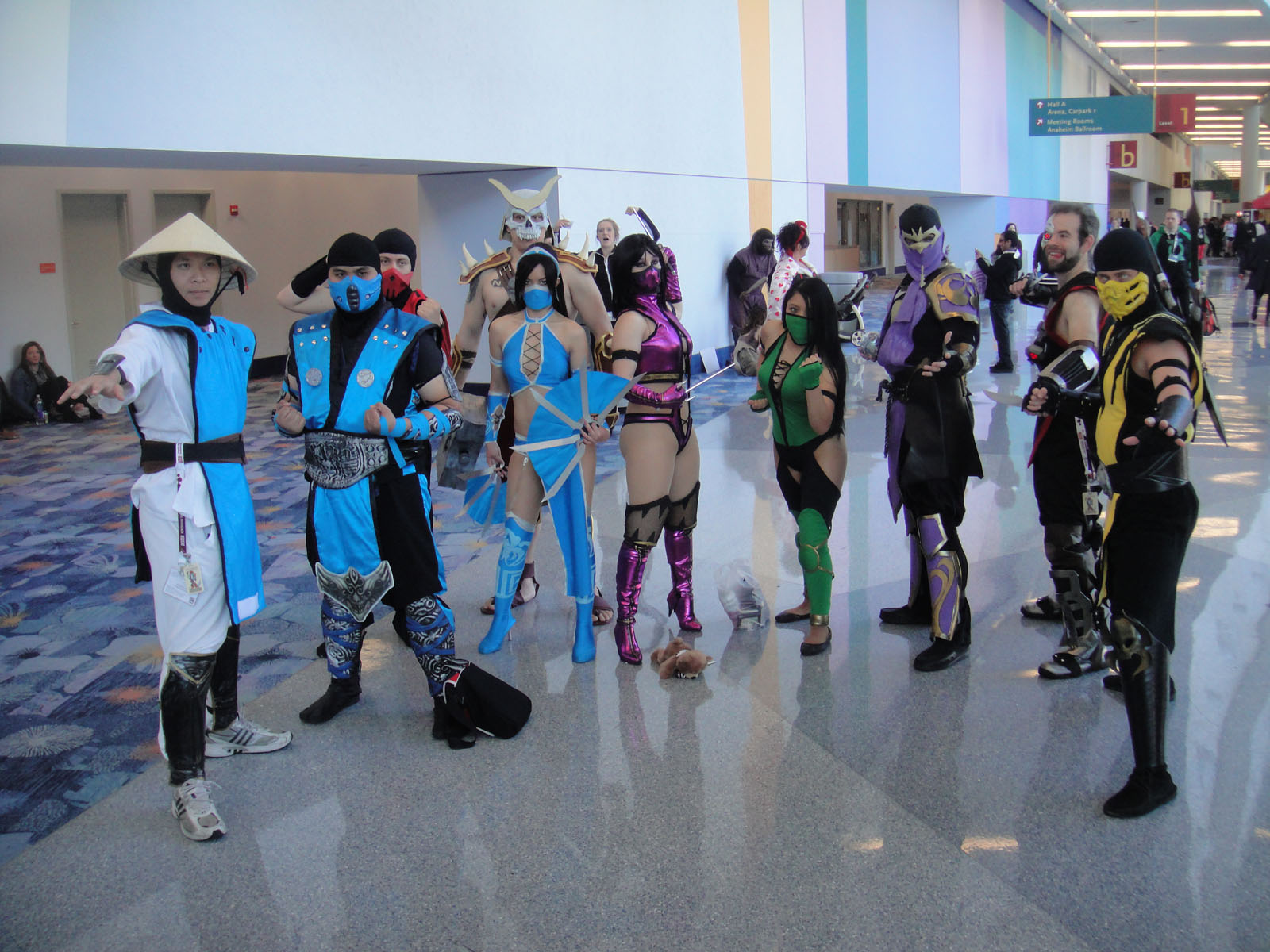
Косплей Mortal Kombat на WonderCon 2012. Слева направо: Рейден, Саб-Зиро, Эрмак, Шао Кан, Китана, Милина, Джейд, Рейн, Кано, Скорпион

В играх серии Mortal Kombat присутствуют игровые персонажи, в том числе — Барака, Горо, Джакс, Джэки Бриггс, Джейд, Джонни Кейдж, Кенши, Кано, Кибер-Саб-Зиро, Китана, Кун Лао, Кэсси Кейдж, Ферра/Торр, Ди’Вора, Лю Кан, Милина, Ночной Волк, Нуб Сайбот, Рэйдэн, Рептилия, Саб-Зиро, Эрмак, Сайракс, Сектор, Синдел, Скорпион, Смоук, Соня Блейд, Страйкер, Шан Цзун, Шао Кан и Шива, Сюдзинко. Среди них люди и киборги, добрые и злые божества, обитатели Внешнего Мира и других царств. Встречаются гости и персонажи смежных вселенных, такие как герои и злодеи из DC Universe, а также Фредди Крюгер из «Кошмар на улице Вязов» и Кратос из God of War. Все персонажи из серии Mortal Kombat принадлежат к разным сообществам, которые составляют расы, кланы, группировки, организации, а также компаниям. Каждый персонаж обладает уникальными способностями.

## Турнир

### Концепция
Mortal Kombat изначально задумывался как состязание, проводящееся исключительно на Земле, но в последующих играх серии это было изменено и MK стал турниром проходящим во всех мирах созданных Старшими Богами, в которых воины различных миров сражались с воинами Внешнего Мира. Одна реальность может потребовать проведения турнира, если она хочет захватить другой мир. Когда один мир требует проведения турнира, другой не имеет права отказаться. Турнир будет продолжаться до тех пор пока все участники кроме одного не будут выбиты из состязания и финалист не сразится с Чемпионом турнира. Как только один из миров одержит 10 побед подряд, он получит право захватить проигравшую реальность. Это единственный «законный» способ захватить другую реальность и любое нарушение правил будет считаться вызовом Старшим Богам. После победы в турнире старение Чемпиона будет замедлено Старшими Богами до следующего турнира.

### Известные турниры
- 1000 лет до первого турнира Mortal Kombat: первый известный турнир Поединка Смертных на Земле, созданный колдуном Шан Цзуном, который захватил под свой контроль турнир Шаолиня. Подчиняясь приказам Шао Кана, Цзун должен был победить в турнире. Планы колдуна и его императора были сорваны Великим Кун Лао.
- 500 лет до первого турнира Mortal Kombat: Великий Кун Лао был Чемпионом только на протяжении одного поколения. После этого его титул вместе с жизнью забрал новый воин Шан Цзуна — принц Горо, который продолжил одерживать победы на протяжении последующих восьми турниров.
- Mortal Kombat: молодой монах Лю Кан побеждает в турнире, тем самым прервав серию побед принца Горо и предотвращает вторжение из Внешнего Мира. Шан Цзун пытается убить Лю Кана, но проигрывает схватку, и убегает во Внешний Мир, потеряв контроль над турниром.
- Mortal Kombat II и Mortal Kombat III: поддельный турнир, идея которого была предложена Шан Цзуном Шао Кану. Сам турнир был ловушкой для воинов Земли, а также служил отвлекающим манёвром от запасного плана Шао Кана по оживлению на Земле его королевы Синдел, благодаря которому он смог бы захватить Землю вне зависимости от исхода турнира во Внешнем Мире. Лю Кан снова одержал верх, на сей раз — победив самого императора. После этого официальные турниры Мортал Комбат больше не проводились.
- Mortal Kombat: Deadly Alliance: Шан Цзун и Куан Чи собирались провести возрождение армии легендарного Короля-Дракона. Шао Кан был свергнут и убит его магический клон, а сам Император сбежал, а Лю Кана колдуны обманули и свернули ему шею во время тренировки. Турнир никогда не назывался Поединком Смертных, и также, как турнир в MK2 этот турнир был «поддельным», поскольку колдуны были не намерены сдерживать свои обещания вне зависимости от исхода турнира. До конца смог добраться только Рэйден, и после жестокого и долгого боя их застал врасплох неожиданный противник — Онага, возрождённый Король Драконов.

## Логотип
Логотип с драконом является действительной торговой маркой вселенной Mortal Kombat. Согласно описанию в играх этой серии, дракон является воплощением Старших Богов в их самых чистых формах. Именно дракон стал символом турнира «Смертельная Битва», его изображение появляется на аренах в играх и других адаптациях серии Mortal Kombat. В 2014 году был представлен новый дизайн логотипа с драконом, который приобрёл более агрессивные черты.